# Liste des camps satellites d'Auschwitz
La liste suivante reprend l'ensemble des camps annexes dépendant de l'administration et du commandement nazis du camp de concentration-souche d'Auschwitz durant la Seconde Guerre mondiale. La liste a été établie par le Musée national Auschwitz-Birkenau.
Les camps annexes étaient désignés sous les vocables d' Aussenlager (camp extérieur), de Nebenlager (sous-camp) ou d' Arbeitslager (camp de travail).
Outre IG-Farben, de nombreuses autres industries allemandes comme Krupp et Siemens construisaient des usines dotées de camps annexes. Autour du camp-souche d'Auschwitz gravitaient ainsi 44 camps satellites dont 28 servaient l'industrie de l'armement. La population de ces camps allait de quelques dizaines à plusieurs milliers de prisonniers. La plupart des camps était distant de moins de dix kilomètres d'Auschwitz. Des camps furent construits à Blechhammer, Fürstengrube, Jawischowitz (de), Jaworzno, Lagisze, Mysłowice, Trzebinia, et d'autres centres plus distants comme le Protectorat de Bohême-Moravie et Reichsgau Sudetenland,,. Les déportés étaient employés dans différents secteurs d'activités. Ils se voyaient ainsi confier des travaux dans les mines, ceux relatifs à l'armement, dans les fonderies ou d'autres industries métallurgiques, dans les industries chimiques ainsi que des travaux forestiers ou liés à l'agriculture,.

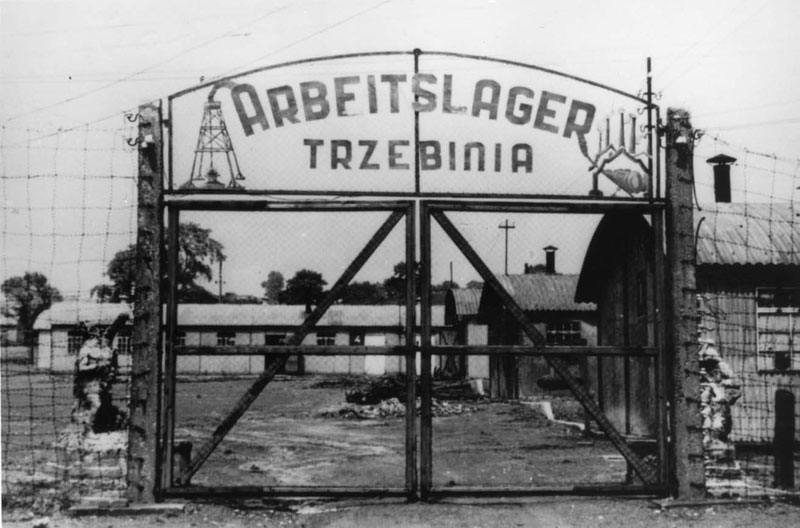
L'entrée de Trzebinia
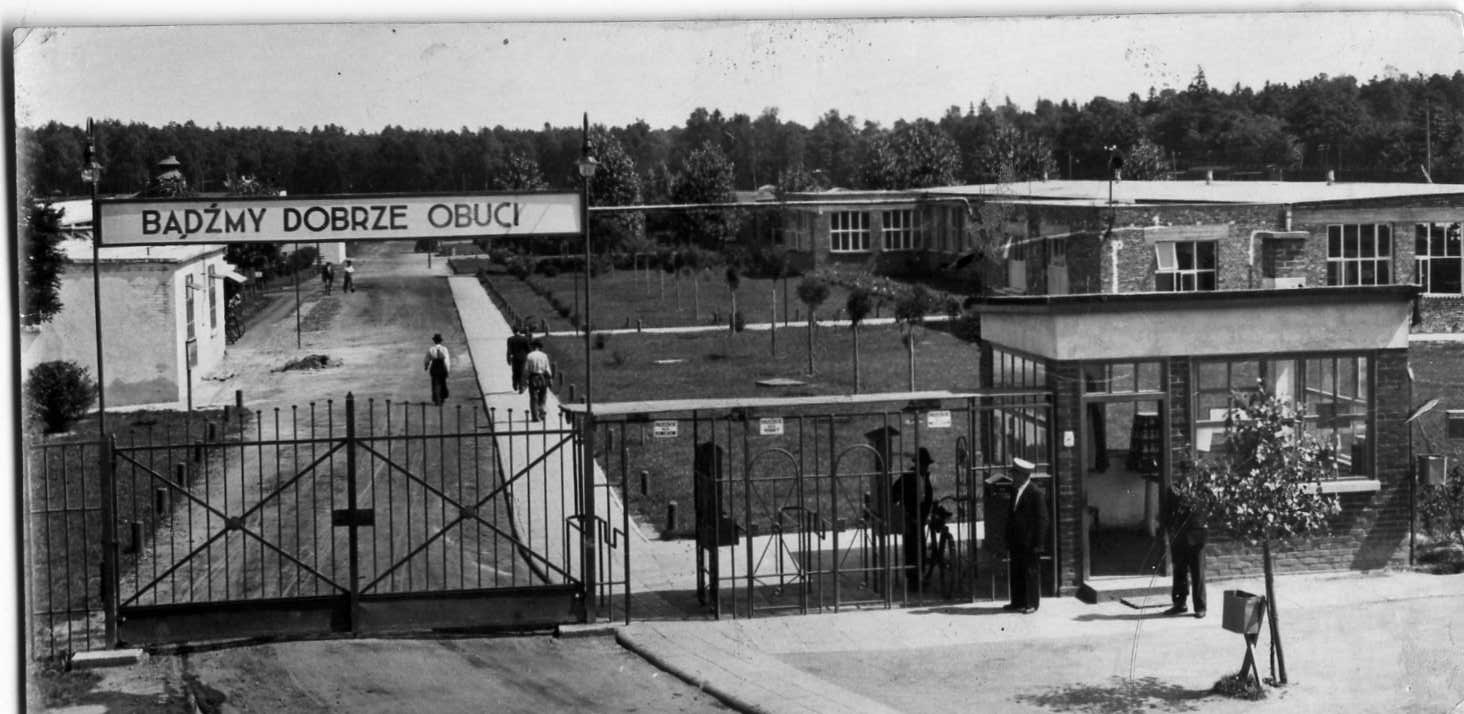
L'entrée de Chełmek Bata
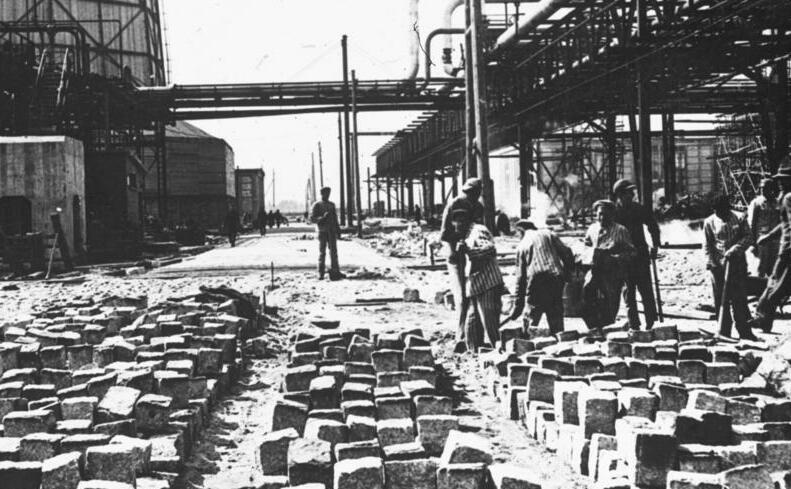
IG Farben, Monowitz
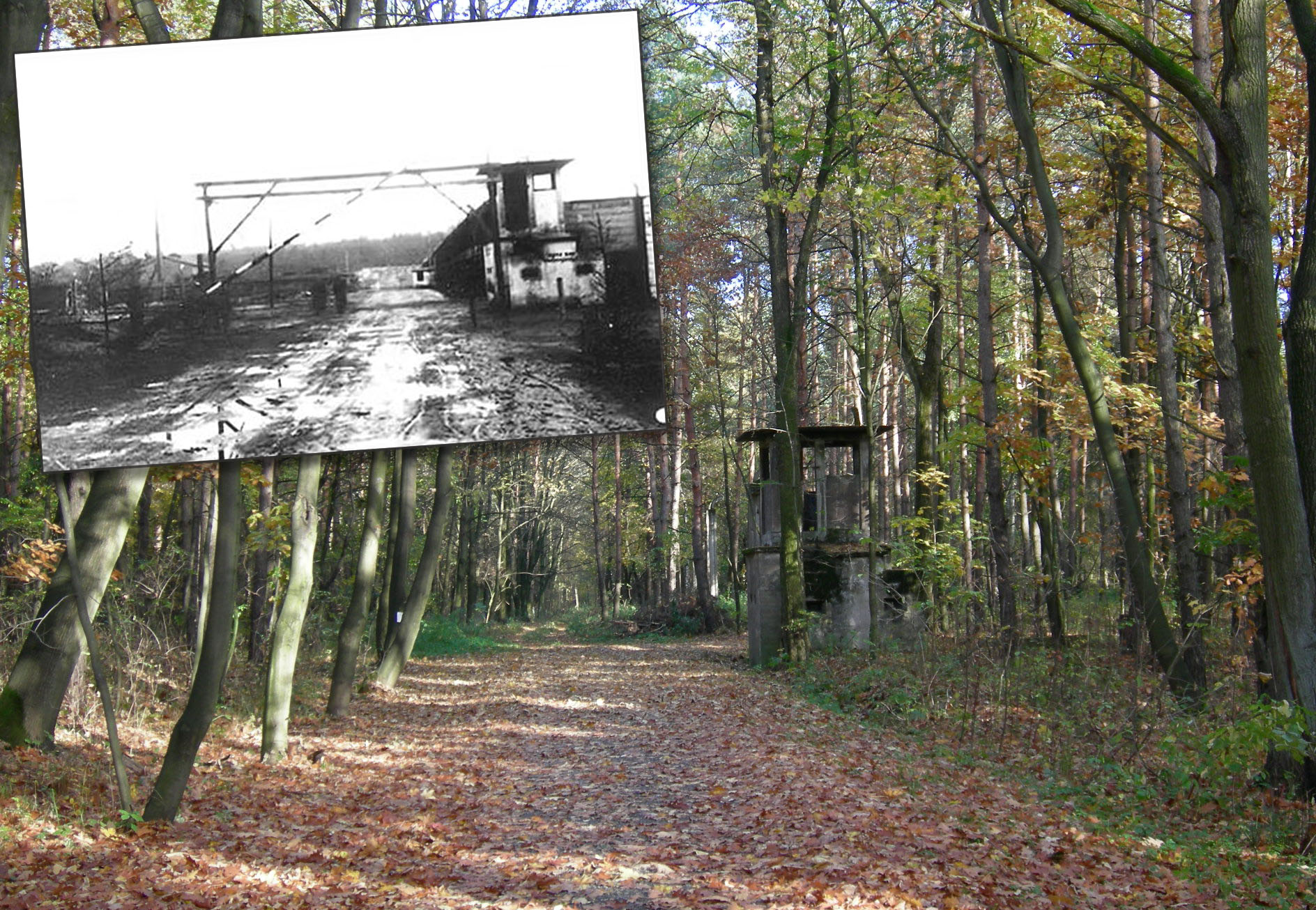
L'entrée de Blechhammer
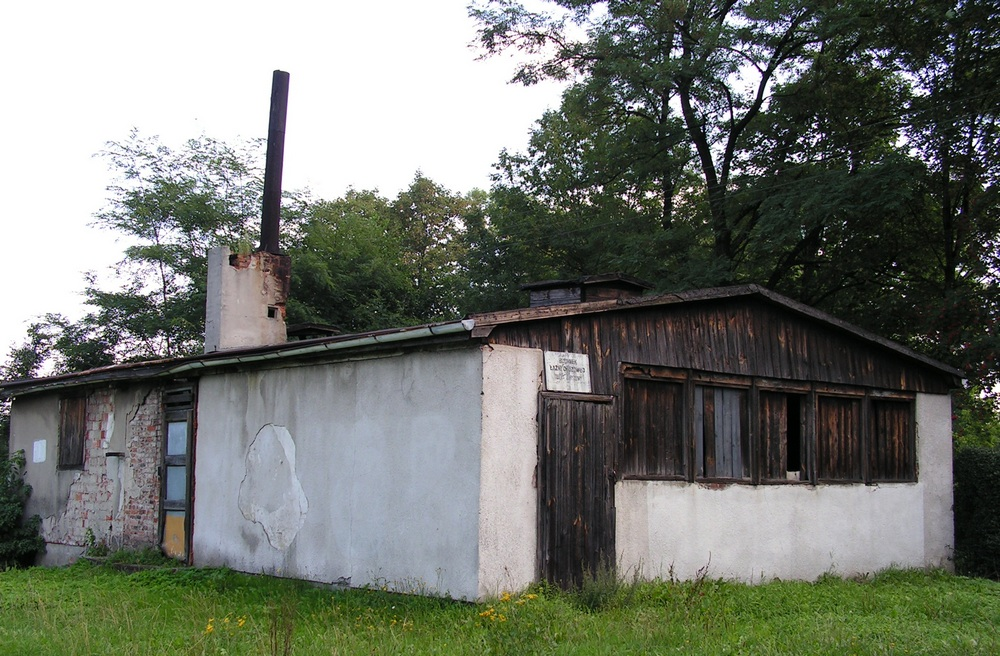
Jawischowitz, les douches

## Camps annexes duKL Auschwitz
Gardés par la division SS-Totenkopfverbände (division à tête de mort), la liste des camps annexes s'établit comme suit:
| #                                                 | Nom du camp annexe                                                             | Situation                             | Période                       | Nbre de prisonniers                            | Bénéficiaires                                          |
| ------------------------------------------------- | ------------------------------------------------------------------------------ | ------------------------------------- | ----------------------------- | ---------------------------------------------- | ------------------------------------------------------ |
| Camps annexes liés à l'élevage et à l'agriculture |                                                                                |                                       |                               |                                                |                                                        |
| 1.                                                | Harmense (élevage de volailles)                                                | Harmęże                               | décembre 1941-janvier 1945    | ~150 prisonniers                               | pour les besoins du KL Auschwitz                       |
| 2.                                                | Budy (ferme)                                                                   | Brzeszcze                             | avril 1942-janvier 1945       | 700-800 prisonniers                            | pour les besoins du KL Auschwitz                       |
| 3.                                                | Babitz (ferme)                                                                 | Babice près d'Oświęcim                | mars 1943-janvier 1945        | ~340 prisonniers                               | pour les besoins du KL Auschwitz                       |
| 4.                                                | Birkenau (ferme)                                                               | Brzezinka près d'Oświęcim             | 1943-janvier 1945             | plus de 200 prisonniers                        | pour les besoins du KL Auschwitz                       |
| 5.                                                | Raisko (pépinière)                                                             | Rajsko                                | juin 1944-janvier 1945        | ~300 femmes prisonnières                       | pour les besoins du KL Auschwitz et la recherche SS    |
| 6.                                                | Pławy (ferme)                                                                  | Pławy                                 | décembre 1944-janvier 1945    | ~200 prisonniers                               | pour les besoins du KL Auschwitz                       |
| Camps annexes liés à l'industrie                  |                                                                                |                                       |                               |                                                |                                                        |
| 7.                                                | Golleschau (cimenterie)                                                        | Goleszów                              | juillet 1942-janvier 1945     | ~1000 prisonniers                              | Ostdeutsche Baustoffwerke GmbH                         |
| 8.                                                | Jawischowitz (de)(mine de charbon)                                             | Jawiszowice                           | août 1942-janvier 1945        | plus de 2500 prisonniers                       | Herman Göring Werke                                    |
| 9.                                                | Chelmek (nettoyage d'étangs) (Aussenkommando)                                  | Chełmek                               | octobre 1942-décembre 1942    | ~150 prisonniers                               | Ota Schlesische Schuhwerke ("Bata")                    |
| 10.                                               | Monowitz-Buna (production de cahoutchouc)                                      | Monowice près d'Oświęcim              | octobre 1942-janvier 1945     | de 4000 à 11000 prisonniers                    | IG Farben                                              |
| 11.                                               | Eintrachthütte (armement)                                                      | Świętochłowice                        | mai 1943-janvier 1945         | 1374 prisonniers                               | Berghütte                                              |
| 12.                                               | Neu-Dachs (mine de charbon)                                                    | Jaworzno                              | juin 1943-janvier 1945        | plus de 3500 prisonniers                       | Alimentation énergétique de la Haute-Silésie (EVO)     |
| 13.                                               | Fürstengrube (mine de charbon)                                                 | Wesoła près de Mysłowice              | septembre 1943-janvier 1945   | 700 à 1200 prisonniers                         | IG Farben                                              |
| 14.                                               | Janinagrube (mine de charbon) (Gute Hoffnung)                                  | Libiąż                                | septembre 1943-janvier 1945   | 877 prisonniers                                | IG Farben                                              |
| 15.                                               | Lagischa (centrale thermique)                                                  | Łagisza                               | septembre 1943-septembre 1944 | ~1000 prisonniers                              | Alimentation énergétique de la Haute-Silésie (AG)      |
| 16.                                               | Günthergrube (mine de charbon)                                                 | Lędziny                               | février 1944-janvier 1945     | 300-600 prisonniers                            | IG Farben                                              |
| 17.                                               | Gleiwitz I                                                                     | Gliwice                               | mars 1944-janvier 1945        | ~1300 prisonniers                              | Ateliers de réparation de la Reichsbahn                |
| 18.                                               | Laurahütte (armement)                                                          | Siemianowice Śląskie                  | mars 1944-janvier 1945        | 1000 prisonniers                               | Rheenmetall Borsig AG                                  |
| 19.                                               | Blechhammer                                                                    | Sławięcice près de Blachownia Śląska  | avril 1944-janvier 1945       | 609 prisonniers                                | O/S Hydrierwerke AG                                    |
| 20.                                               | Bobrek (production d'engrais)                                                  | Bobrek près d'Oświęcim                | mai 1944-janvier 1945         | ~50-213 prisonniers et 50 femmes               | Siemens-Schuckert                                      |
| 21.                                               | Gleiwitz II                                                                    | Gliwice                               | mai 1944-janvier 1945         | plus de 1000 prisonniers                       | Deutsche Gasrusswerke                                  |
| 22.                                               | Sosnowitz II                                                                   | Sosnowiec .                           | mai 1944-janvier 1945         | ~900 prisonniers                               | Ost Maschinenbau GmbH (Berghüte)                       |
| 23.                                               | Gleiwitz III                                                                   | Gliwice                               | juillet 1944-janvier 1945     | 450-600 prisonniers                            | Zieleniewski - Maschinen und Waggonbau GmbH - Krakau   |
| 24.                                               | Hindenburg (armement)                                                          | Zabrze                                | août 1944-janvier 1945        | ~400-500 femmes prisonnières et 70 prisonniers | Vereinigte Oberschlesische Hüttenwerke AG (Oberhütten) |
| 25.                                               | Trzebinia (raffinerie)                                                         | Trzebionka près de Trzebinia          | août 1944-janvier 1945        | 600-800 prisonniers                            | Erdölrafinerie Trzebinia GmbH                          |
| 26.                                               | Tschechowitz (Bombensucherkommando)                                            | Czechowice-Dziedzice                  | août 1944-janvier 1945        | ~100 prisonniers                               | Reichsbahn                                             |
| 27.                                               | Althammer (centrale électrique)                                                | Stara Kuźnia, aujourd'hui Ruda Śląska | septembre 1944-janvier 1945   | ~500 prisonniers                               |                                                        |
| 28.                                               | Bismarckhütte                                                                  | Chorzów                               | septembre 1944-janvier 1945   | ~200 prisonniers                               | Berghütte                                              |
| 29.                                               | Charlottengrube (mine de charbon)                                              | Rydułtowy                             | septembre 1944-janvier 1945   | ~1000 prisonniers                              | Hermann Göring Werke                                   |
| 30.                                               | Neustadt                                                                       | Prudnik                               | septembre 1944-janvier 1945   | ~400 femmes prisonnières                       | Schlesische Feinweberei AG                             |
| 31.                                               | Tschechowitz-Vacuum                                                            | Czechowice-Dziedzice                  | septembre 1944-janvier 1945   | ~600 prisonniers                               |                                                        |
| 32.                                               | Hubertushütte                                                                  | Łagiewniki                            | décembre 1944-janvier 1945    | 200 prisonniers                                | Berghütte-Königs und Birmarckhütte AG                  |
| 33.                                               | Freudenthal (filature, couture)                                                | Bruntál                               | 1944-janvier 1945             | ~300 femmes prisonnières                       | Emmerich Machold                                       |
| 34.                                               | Lichtewerden (filature)                                                        | Světlá (Lichvard)                     | novembre 1944-janvier 1945    | ~300 femmes prisonnières                       | G.A. Buhl und Sohn                                     |
| Camps annexes dans d'autres secteurs              |                                                                                |                                       |                               |                                                |                                                        |
| 35.                                               | Sosnitz                                                                        | Sośnica près de Gliwice               | juillet 1940-août 1940        | ~300 prisonniers                               | pour les besoins du KL Auschwitz                       |
| 36.                                               | Solahütte (centre de vacances nazi)                                            | Międzybrodzie Bialskie                | octobre 1940-janvier 1945     | ~50 prisonniers et ~10 femmes                  | pour les besoins de la SS                              |
| 37.                                               | Altdorf (bûcheronnage)                                                         | Stara Wieś près de Pszczyna           | octobre 1942-1943             | ~20 prisonniers                                | Oberforstamt Pless                                     |
| 38.                                               | Radostowitz                                                                    | Radostowice près de Pszczyna          | 1942-1943                     | ~20 prisonniers                                | Oberforstamt Pless                                     |
| 39.                                               | Kobier (bûcheronnage et production de bois) (Aussenkommando)                   | Kobiór                                | 1942-septembre 1943           | ~150 prisonniers                               | Oberforstamt Pless                                     |
| 40.                                               | Brünn (accadémie SS)                                                           | Brno                                  | octobre 1943-avril 1945       | 150-250 prisonniers                            | pour les besoins de la SS                              |
| 41.                                               | Sosnowitz (I)                                                                  | Sosnowiec                             | août 1943-février 1944        | ~100 prisonniers                               |                                                        |
| 42.                                               | Gleiwitz IV                                                                    | Gliwice                               | juin 1944-janvier 1945        | ~500 prisonniers                               | pour les besoins de la SS                              |
| 43.                                               | Kattowitz (construction d'un abri anti-aérien et une caserne) (Sonderkommando) | Katowice                              | janvier 1944-janvier 1945     | 10 prisonniers                                 | pour les besoins de la Gestapo                         |
| 44.                                               | Bauzug (déblaiement de décombres) (2 SS)                                       | Karlsruhe, puis Stuttgart             | septembre 1944-octobre 1944   | ~500 prisonniers vivant dans un train          | SS-WVHA                                                |